# Qinghai
Qinghai (Chinees: 青海; pinyin: Qīnghǎi) is een provincie, westelijk centraal gelegen in China. De provincie ontleent de naam aan het Qinghaimeer, en grenst aan de autonome regio's Xinjiang en Tibet en de provincies Gansu en Sichuan. In de provincie wonen ongeveer 5,3 miljoen mensen en is een van de dunstbevolkte van China. De vroegere Tibetaanse naam voor Qinghai is Amdo. Qinghai wordt grotendeels bevolkt door Tibetanen, Mongolen en Han-Chinezen.

## Geschiedenis
Het gebied van Qinghai heeft vanuit historisch perspectief altijd een grote etnische diversiteit gekend. De aanwezigheid van aanzienlijke aantallen Han-Chinezen in Amdo dateert al vanaf de periode van de Han-dynastie aangevuld met latere instroom van Han-Chinezen tijdens de Song-dynastie, Ming-dynastie en Qing-dynastie.
Mongolen arriveerden al tijdens de periode van Dzjengis Khan, midden 13e eeuw. Na de nederlaag van Ligdan Khan in 1631 tegen de legers van Hong Taiji, de eerste keizer van de Qing-dynastie, werden grote groepen Mongolen gedwongen naar het zuiden te vluchten en vestigden zich in het gebied van Kokonor. Na de verovering van Centraal Tibet door Güshri Khan in het midden van de 17e eeuw werden in dat gebied nog aanzienlijk meer Mongoolse prinsdommen gecreëerd.
Een deel van deze Mongoolse groepen werd hier rond 1800 verdrongen door de laatste grote migratiebeweging van Tibetanen uit veel westelijker gelegen gebieden. Dit viel samen met de opkomst van het invloedrijke en belangrijke klooster Labrang. Een deel van de daar nu wonende etnische Tibetanen is dus het gevolg van een migratie van slechts 200 jaar geleden.
Er zijn vier te onderscheiden moslimpopulaties. De grootste is de Hui. Daarnaast zijn er de Salar, de Bao 'an en de Dongxiang.
Vrijwel gelijktijdig met de vestiging van het Chinese protectoraat over Tibet rond 1720 werd het gebied politiek en administratief onderdeel van de toenmalige Chinese provincie Gansu. Het feitelijke Chinese gezag in de regio bleef echter zwak. Autoriteit van de Qing-dynastie in het gebied was afhankelijk van een netwerk van lokale krijgsheren. (In het Chinees tusi). Zolang deze tusi formeel een zekere loyaliteit toonden aan de keizer en vooral de bevolking verhinderden directe belangen van de Qing aan te vallen, konden zij vrijwel ongehinderd hun eigen gang gaan.
In 1928 werd in de periode van de Republiek China en de Kwomingtang de formele administratieve en bestuurlijke structuur van de provincie Qinghai bepaald. De macht in Qinghai was toen al in handen van de zogenaamde 'Ma-kliek'. De islamitische krijgsheren Ma Lin en zijn zoon Ma Bufang streefden naar volledige controle over Qinghai.
Er waren toenemende etnische spanningen tussen de groepen die onder meer worden beschreven in een publicatie van Robert Ekvall, Cultural Relations on the Kansu-Tibetan border (1939).
De 'Ma-kliek' voerde vooral strijd tegen een aantal nomadenstammen en met name de Goloks.
De machtspositie van Ma Bufang in Qinghai bleef grotendeels intact tot de overwinning van de communisten in China in 1949. Zijn huis is tegenwoordig een museum. In oktober 1949 vluchtte Ma Bufang naar het huidige Taiwan.

## Geografie

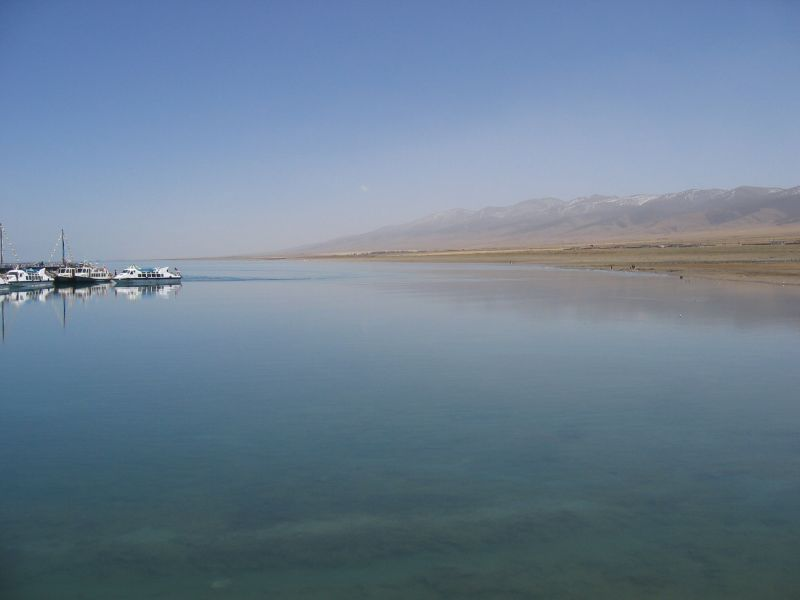
Het Qinghaimeer

Qinghai is een grote, onherbergzame provincie in het westelijke centrale deel van China. Het grootste deel van de provincie bestaat uit het noordoosten van het Tibetaans Hoogland. In het noordwesten bevindt zich een deel van de Gobiwoestijn. De bergketens van de Kunlun, Tanggula, Altyn Tagh en Qilian Shan domineren de provincie. De gemiddelde hoogte is 3.000 meter.
In de provincie ontspringt een aantal van de belangrijkste rivieren van Azië. Centraal de Gele Rivier en in het zuiden de Yangtze en Mekong. Het grote Qinghaimeer, of Koko Nor in het Mongools, is de naamgever van de provincie en tevens het grootste meer in China.
Qinghai kent een landklimaat met een gemiddelde jaartemperatuur van -5 °C tot 8 °C. In de winters kan het kwik in de berggebieden tot wel -40 °C dalen, terwijl de gemiddelde temperatuur in juli varieert van 5 °C tot 21 °C. Zandstormen en hevige wind teisteren het gebied van februari tot april.

### Steden
- Da Qaidam
- Golmud
- Qiatou
- Xining (hoofdstad)
- Jyekundo

### Regio's onder hun historische naam
- Amdo
- Tsongkha
- Kokonor

## Bestuurlijke indeling
Qinghai bestaat uit twee stadsprefecturen en zes autonome prefecturen.De bestuurlijke indeling ziet er als volgt uit:
|     |                              |                      |                                 |                      |
| Nr. | Naam                         | Hanzi                | Hanyu Pinyin                    |                      |
| 3   | Xining                       | 西宁市               | Xīníng Shi                      | Stadsprefecturen     |
| 4   | Haidong                      | 海东地区             | -                               |                      |
| 1   | Haixi (Mongools & Tibetaans) | 海西蒙古族藏族自治州 | Hǎixī Měnggǔzú Zàngzú Zìzhìzhōu | Autonome prefecturen |
| 2   | Haibei (Tibetaans)           | 海北藏族自治州       | Hǎiběi Zàngzú Zìzhìzhōu         |                      |
| 5   | Hainan (Tibetaans)           | 海南藏族自治州       | Hǎinán Zàngzú Zìzhìzhōu         |                      |
| 6   | Huangnan (Tibetaans)         | 黄南藏族自治州       | Huángnán Zàngzú Zìzhìzhōu       |                      |
| 7   | Yushu (Tibetaans)            | 玉树藏族自治州       | Yùshù Zàngzú Zìzhìzhōu          |                      |
| 8   | Golog (Tibetaans)            | 果洛藏族自治州       | Guǒluò Zàngzú Zìzhìzhōu         |                      |

Deze prefecturen zijn weer ingedeeld in totaal vier districten, twee stadsarrondissementen, dertig arrondissementen en zeven autonome arrondissementen.

## Demografie
Een groot deel van de bevolking van Qinghai bestaat uit etnische Tibetanen, dit is ongeveer 23%, ongeveer 1,2 miljoen in totaal. De grootste groep in de provincie met 54% zijn de Han-Chinezen, die voornamelijk in en rond Xining wonen. Andere grote minderheden zijn de Hui met een aandeel van 16% en de Mongolen, Tu en Salar elk met minder dan 4% van de bevolking.